# Dragosloveni (gmina Dumbrăveni)
Dragosloveni – wieś w Rumunii, w okręgu Vrancea, w gminie Dumbrăveni. W 2011 roku liczyła 1034 mieszkańców.